# Zaire ebolavirus
La specie Zaire ebolavirus (sigla: ZEBOV) secondo la definizione dell'International Committee on Taxonomy of Viruses (ICTV) è una specie di virus inclusa nel genere Ebolavirus, che è parte della famiglia Filoviridae, ordine Mononegavirales. 
La specie è specie di riferimento per il genere Ebolavirus e comprende il virus Ebola (EBOV) e le sue varianti.

## Storia e nomenclatura
Il nome Zaire ebolavirus deriva da Zaire, che è stato il nome dell'attuale Repubblica Democratica del Congo dal 1971 al 1997, e dal nome tassonomico ebolavirus, che denota trattarsi di una specie facente parte del genere Ebolavirus, nome con riferimento al fiume Ebola un tributario del fiume Congo.
La specie fu denominata nel 1998 come Zaire Ebola virus.
Nel 2002 il nome è stato cambiato in Zaire ebolavirus. In base alle norme per la nomenclatura dei taxon definite dall'International Committee on Taxonomy of Viruses (ICTV), il nome della specie Zaire ebolavirus va scritto sempre con iniziale maiuscola e in corsivo e deve essere preceduto dalla parola "specie". 
Quando si richiamano collettivamente i membri della specie (Zaire ebolavirus) va utilizzata l'iniziale maiuscola e non si utilizza il grassetto. Nella terminologia inglese internazionale non si utilizza neanche l'articolo.

## Criterio di inclusione nella specie
Un virus del genere Ebolavirus è un membro della specie Zaire ebolavirus se:
- è endemico in Repubblica Democratica del Congo, Gabon, o Repubblica del Congo
- ha un genoma con due o tre sovrapposizioni geniche (VP35/VP40, GP/VP30, VP24/L)
- ha una sequenza del genoma che differisce da quella del ceppo nomenclaturale per meno del 30%